# Galli Galli Sim Sim
Galli Galli Sim Sim (Devanagari: गली गली सिम सिम) es la adaptación en el idioma hindi de la serie de televisión infantil estadounidense, Sesame Street (famosa por sus marionetas), para India. Para las primeras cinco temporadas, fue coproducida por Sesame Workshop y Turner Entertainment, a través de Miditech. La compañía de producción india del programa es conocida como Sesame Workshop India.
La producción del programa se basa en Delhi. La grabación de los 65 episodios de media hora de la temporada 1 empezaron en febrero de 2006, con el estreno llevado a cabo el 15 de agosto de ese mismo año. Hasta ahora el programa produjo 10 temporadas.
Los fondos para la fase de desarrollo inicial de Sesame Workshop India fueron brindados a través del apoyo de la Agencia de los Estados Unidos para el Desarrollo Internacional, ICICI Bank y Turner Broadcasting System.

## Formato
Los episodios son similares en formato a los de la serie original. El programa consiste en escenas de calle, segmentos (algunos filmados localmente con actores y niños indios, otros con animación india, algunos son clásicos de los Muppets americanos doblados en hindi) e incluye cuatro nuevos Muppets indios especialmente creados para los niños del subcontinente. Entre los personajes de las marionetas se encuentran Muppets, un personaje basado en cuentos populares tradicionales de la India y un Muppet de animales.
Alrededor de 157 millones de niños en la India están viendo el programa en los canales de televisión infantil de la India, en la cadena de dibujos animados Cartoon Network, en POGO y en Doordarshan.
En un país con más de 15 idiomas oficiales, sin incluir el inglés, Turner y Sesame Workshop tuvieron que decidir en qué idioma debía transmitirse el programa. Decidieron lanzar los programas en hindi, con algunas palabras en inglés en cada episodio. Los productores esperan que Sesame India esté disponible en otros idiomas en los próximos años.

## Personajes
- Jugaadu, "a quien le gusta encontrar soluciones innovadoras para solucionar problemas, y no ve su condición como una discapacidad".
- Basha Bhaijaan, "que tiene una tienda de barrio y conoce varios idiomas indios".
- Sid, "que es un chico guay e inteligente y Googly es un fan de su estilo y baile".
- Dawa Di, la esposa de Basha, que es del noreste de la India, y enseña danza.
- Kabir, el hijo de Dawa Di y Basha Bhaijaan, que es un niño activo y curioso de ocho años.
- El Coronel Albert Pinto, un militar retirado, es un defensor de una vida saludable y del sentido cívico.
- Rukmini Pinto (tía doctora), esposa del coronel Pinto. Doctora de profesión, es una combinación de sabiduría contemporánea y tradicional.
- Chamki, una niña marimacho de cinco años, vestida muy a menudo, con uniforme escolar. Chamki es cálida, amistosa, sensible y tiene un don para resolver problemas. También sabe karate y toca la guitarra eléctrica. Chamki tiene un marrón atado en dos trenzas con lazos azules. Lleva una camisa blanca, un vestido azul claro sin mangas, calcetines blancos y zapatos negros. En Galli, Chamki es muy popular y una mascota para la educación de las niñas y la preparación para la escuela en la India. Ella es la protagonista principal de la serie. Interpretada por Ghazal Javed.
- Boombah, un león rosado de ocho pies de altura (que reemplazó a Big Bird) que es vegetariano y le encanta bailar, hacer ejercicio y comer saludablemente. De la familia real de Boombahgarh, Boombah es el baterista estrella de los Galli y a menudo se le ve con los auriculares moviendo una pierna bajo un árbol. Boombah es el rugido más fuerte de Galli que resuena en cada esquina y ahora está disponible para su placer de escuchar digitalmente. Interpretado por Manish Sachdeva.
- Googly, Googly es un monstruo azul de seis años de edad, adorable y peludo, con una afición por hacer preguntas difíciles. Googly es conocido por jugar al cricket y ama jugarlo. Interpretada por Gaurav Srivastava.
- Aanchoo, un gitano morado que es un almacén de historias interesantes de todo el mundo. Su enigmático personaje puede desvanecerse y aparecer a voluntad y a menudo es perspicaz, orientado a la solución y ayuda al resto de los Galli en sus muchas aventuras. En la nueva temporada 6 de Galli Galli Sim Sim por primera vez Aanchoo trae su Autoteca. Como dicen que cada nube tiene su lado positivo, Aanchoo tiene un libro con una solución para cada problema imaginable. Interpretado por Sangya Ojha.
- Grover, Grover es un monstruo alto, desgarbado y azul oscuro que habla con una variedad de acentos indios. En la nueva temporada Grover posee una Dhaba en el Galli que es la mejor y más higiénica Dhaba en el Galli. Grover está asociado con diversión y aprendizaje perturbadores. El entusiasmo de Grover por ayudar a otros se interpone a veces. Grover da información sobre varios temas, pero de nuevo tiene una visión inesperada de los mismos.
- Hero, En la temporada 6 de Galli Galli Sim Sim, tenemos un nuevo amigo en el Galli, Hero. Es un Muppet de color naranja al que le encanta disfrazarse. Está fascinado por Bollywood y se considera a sí mismo una estrella. Hero recita diálogos de películas populares de Bollywood y se jacta de las celebridades que dice conocer. Es divertido, tiene un poco de actitud pero es un personaje adorable. A menudo visita la Dhaba de Grover en el Galli con su rápido encanto, aunque se frustra rápidamente por las payasadas bienintencionadas pero torpes de Grover. Interpretado por Hashim Haider.
- Khadoosa, como su nombre indica, es el vecino gruñón de los Galli, pero nunca es intencionalmente malo. Aunque es muy reservado, para su exasperación, se ve arrastrado a los tejemanejes de Galli. A pesar de ser muy diferente del resto de los residentes de Galli, que son alegres, Khadoosa está muy a gusto aquí. A menudo se jacta de su jardín y se enorgullece de tener las mejores plantas bajo su cuidado.
- Elmo, un monstruo rojo y peludo de tres años y medio que adora las palabras en el segmento de palabras del día de Galli Galli Galli Sim Sim. Elmo es alegre, entusiasta y le encanta mejorar su vocabulario.
- Bert y Ernie, Bert es el sufrido compañero de Ernie. Es más maduro y analítico y se considera la voz de la razón en su relación. Aunque Bert es sabio, puede ser bastante excéntrico. Colecciona tapas de botellas y clips, toca la tuba y ama a Bernice, su paloma de compañía. Bert no siempre está dispuesto a participar en las aventuras de Ernie; siente correctamente que las mesas están destinadas a volverse contra él o acabará en el extremo más corto del palo. Sin embargo, Bert siempre perdona a Ernie, siempre siendo su'viejo amigo'. Ernie, el que se va al más serio y responsable Bert, es muy bueno explicando las cosas, pero a veces puede ser un poco demasiado listo para su propio bien. Ernie se habla a sí mismo en algunas esquinas apretadas y a menudo cae preso de sus propias bromas, sin embargo, su enfoque de espíritu libre de sus éxitos y fracasos lo convierte en uno de los personajes más duraderos y simpáticos de Plaza Sésamo. Por primera vez en Galli Galli Galli Sim Sim - Temporada 6, Claymation (animaciones de arcilla) se utiliza en un nuevo segmento llamado las Grandes Aventuras de Bert y Ernie. Bert y Ernie llevarán a los niños en aventuras a lugares exóticos como Cherrapunji, la Antártida, el Himalaya, Australia y Goa.

## Chamki Ki Duniya
Una serie animada, Chamki Ki Duniya, basada en el personaje "Chamki", se emitió en Pogo TV de 2015 a 2016.